# Afega
Afega je obec na ostrově Upolu na Samoi. Nachází se na severním pobřeží ostrova a na západ od hlavního města Apia. Má přibližně 2 000 obyvatel.
Afega je součástí volebního obvodu Sagaga Le Usoga, který je součástí většího politického okresu Tuamasaga.

## Osobnosti
- Alafoti Fa'osiliva, hráč rugby
- Rita Fatialofa-Paloto, novozélandská nohejbalová reprezentantka
- Ulia Ulia, bývalý hráč rugby
- Toafitu Perive, vzpěrač, startoval na Letních olympijských hrách 2012